# Sir Henry and his Butlers
Sir Henry and his Butlers est un groupe de rock-pop danois qui s'est formé au cours de l'été 1964 à Copenhague, au Danemark. 
Le groupe est surtout connu pour ses deux figures de proue Ole Sir Henry Bredahl et surtout Tommy Seebach et aussi la chanson Let's Go. La caractéristique du groupe consiste en Ole Bredahl comme organisateur, tandis que le reste de l'ensemble de Sir Henry and his Butlers a été changé plusieurs fois depuis la création du groupe. 

## Histoire
Le groupe est une continuation d'un autre groupe appelé Five Danes qui est dissous au printemps 1964. Au début, ce nouveau groupe est composé d'Ole Sir Henry Bredahl (chant, basse) et Carsten Elgstrøm (guitare), ainsi que Leif Davidsen (batterie). En trio, ils participent à un concours des Beatles danois à Holte Hallen en avril 1964. Peu de temps après, le groupe s'agrandit avec Poul Petersen (guitare) et Leif Davidsen remplacé par Jens Bøgvad, ancien des Flintones. Le groupe devient populaire dans les salles de concert autour de Copenhague, en particulier à Bakkens Place Pigalle où ils se produisent comme orchestre maison. C'est le résultat de leur premier single Hi-Heel Sneakers / Sick and Tired de 1964. En octobre 1964, le guitariste Poul Petersen est remplacé par Arne Schrøder. Au cours de l'automne de la même année, le groupe fait une percée avec la sortie de leur deuxième single, Let's Go (face B : Johnny Be Good (By By Johnny)) sous le label Sonet (en). Le single devient un succès, non seulement au Danemark, mais aussi en Suède et en Norvège, et la vente du single dépassé les 50 000 exemplaires. 
En janvier 1965, Sir Henry and his Butlers s'élargit (Ole Bredahl, Torben Sardorf, Arne Schrøder) avec Tommy Seebach (orgue et chant), qui à l'époque n'a que 15 ans. Il deviendra très populaire et avec Ole Bredahl, ils composent les figures de proue du groupe. La même année, le groupe change de label pour EMI et réalise un certain nombre de succès, entre autres Times Are Getting Hard, Beautiful Brown Eyes et Marianne, tous sortis en 1966. À l'automne 1967, le single Camp sort et devient un hit international, notamment en Allemagne, aux Pays-Bas et en Belgique. La chanson est une piste instrumentale où l'instrument principal est le peigne et le papier (comb and paper (en)). Il est ensuite utilisé dans une publicité pour le chocolat Rolo. La chanson distinctement étrange de la face B, Pretty Style, comporte de la sitar et de la guitare et du chant multi-pistes psychédéliques. 
Pendant les années qui suivent l'entrée de Tommy Seebach dans le groupe, le groupe change de style. À l'origine, leur musique est des répliques de la musique beat anglaise, mais change pour un son pop plus original avec des chansons qui sont composées par les membres du groupe eux-mêmes, principalement Ole Bredahl et Tommy Seebach. Ce nouveau style musical finit par devenir un LP sorti en 1968 sous le nom de H2O. En 1970, le nom du groupe est raccourci en Sir Henry. Deux ans plus tard, Ole Steen Nielsen est remplacé par Claus Asmussen, ancien des Noblemen et plus tard Shu-bi-dua. Cette constellation enregistre et sort l'album du 10e anniversaire Listen en 1973. 
Ole Bredahl et Tommy Seebach décident en 1975 de réorganiser le groupe avec Torben Johansen (guitare) et John Roger (batterie); ce dernier est un ancien membre de Teenmakers. La même année, les quatre enregistrent l'album Flashback. Au cours de cette année, Tommy Seebach commence une carrière solo. En raison de son succès, il choisit de quitter le groupe en 1977. La même année, Ole Bredahl enregistre un LP solo avec le titre de Tivoli / O. Henry sur lequel figurent certaines des chansons populaires de Sir Henry. Le succès n'est pas de la même ampleur que pour Tommy Seebach. À la suite de cela, Sir Henry est rétabli plusieurs fois par Ole Bredahl mais sans succès majeur, bien qu'il ait eu un petit succès en 1980 avec la chanson Juicy Lucy, où Sir Henry se compose alors de Ole Bredahl, Søren Bundgård (clavier), Kurt Bo Jensen (guitare) et Ole Carsten Juul (batterie) (ensuite remplacé par Sten Kristensen en 1983). Au Grand Prix Dansk Melodi en 1983, ils participent en tant que groupe de soutien pour Kirsten Siggaard avec la chanson Og livet går. L'année suivante, Søren Bundgård et Kirsten Siggaard de nouveau participent au Grand Prix Danois Melodi en tant que duo Hot Eyes avec la chanson Det 'Lige Det, avec laquelle ils gagnent. La même année, Sir Henry (and his Butlers) est dissout.

## Discographie
- 1965 : Eve of Destruction / It Keeps Raining, Columbia DD 770
- 1966 : Beautiful Brown Eyes / Jenny Take a Ride!, Columbia DD780
- 1968 : Camp / Pretty Style,  Metronome (Allemagne) M25022